# 伊琳娜·安格丽娜
伊琳娜·安格麗娜（希臘語：Ειρήνη Αγγελίνα，約1181年—1208年8月27日），拜占庭公主，安格洛斯家族成员。因为她的两次婚姻，她分别在1193年和1198—1208年间为西西里王后和德意志王后。改宗天主教后改名玛丽亚。

## 生平
伊琳娜出生于君士坦丁堡。她是拜占庭皇帝伊薩克二世·安格洛斯和原配的次女。伊萨克二世的原配很可能是帕里奥洛格斯家族的一个不知名者，母亲不是希腊人，后来成为了修女，改名伊琳娜。
她的父亲伊薩克二世在1185年的德米特里奇斯战役中决定性地战胜了巴尔干半岛的诺曼入侵者西西里王国，从而开始了他的统治。1193年，西西里国王坦克雷迪因受困于与姑妈科斯坦察的丈夫神圣罗马帝国皇帝亨利六世的王位之争而与拜占庭和解，安排伊琳娜与他的长子鲁杰罗在布林迪西结婚。鲁杰罗被宣布为共治国王鲁杰罗三世，但在他父亲于1194年2月20日去世之前不久于1193年12月24日去世。
亨利六世征服西西里王国期间，伊琳娜于1194年12月29日与其他西西里王室成员被俘虏到德国，并于1195年4月2或3日与亨利的弟弟士瓦本和阿尔萨斯公爵菲利普订婚，1197年5月25日在巴里结婚。亨利六世希望以此获得拜占庭的皇位宣称权。她改名为玛丽亚。
皇帝于9月28日去世后，1198年3月8日，菲利普在米卢斯被选为罗马人的国王。9月8日，玛丽亚在美因茨大教堂出席菲利普的加冕典礼，但不详她是否也一并加冕为王后。玛丽亚已于1195年被废的父皇劝她寻求菲利普支持他复位。她的弟弟阿历克塞随后在准备第四次十字军东征期间在菲利普的宫廷呆了一段时间。菲利普接纳他并支持他推翻伯父阿历克塞三世为父皇复位，这样菲利普自己也能得到一大笔钱作为交换。因此，她对1204年十字军东征最终转移到君士坦丁堡产生了早期影响。与韦尔夫家族后裔奥托抗衡的菲利普得以巩固他对德意志王国的统治。1205年菲利普和玛丽亚在亚琛再次加冕。但由于教宗依诺增爵三世支持奥托，菲利普始终未能加冕为皇帝。1208年6月21日，菲利普被维特尔斯巴赫的巴伐利亚行宫伯爵奥托八世杀害，玛丽亚第二次成为寡妇。
在她的丈夫被谋杀后，当时怀孕的玛丽亚在霍亨斯陶芬城堡退隐。她已身染重病，两个月后的8月27日，她在那里早产生下了另一个女儿。不久之后，母女双亡。施派尔大教堂的讣告提到了生于希腊的伊琳娜·玛丽亚的死。她和她的孩子们被安葬在位于洛尔希教堂的斯陶芬家族专有修道院的家族陵墓中。她是唯一也是最后一位葬在那里的最高级别的霍亨斯陶芬家族王后。1475年，神父阿尔堡的尼科劳斯·申克将修道院所有霍亨斯陶芬家族坟墓打开，并将遗骸聚集在修道院教堂中央教堂中殿的坟墓中。她的坟墓已毁，无法重建。

## 子女
伊琳娜與菲利普共有五個女兒：
1. 碧翠克絲（1198年—1212年），1212年7月22日嫁给其父的对手奥托四世皇帝，[20]三周后去世，无子女。
2. 瑪麗亞（1201年—1235年），1215年8月22日前嫁布拉班特公爵亨利二世，[21]有子女。
3. 庫妮根德（英语：Kunigunde of Hohenstaufen）（1202年—1248年）。1224年嫁波希米亚国王瓦茨拉夫一世，[20]有子女。
4. 碧翠克絲（1205年—1235年），本名伊丽莎白，1219年11月30日嫁卡斯蒂利亚国王費爾南多三世，[22]有子女。
5. 女儿[23]（遗腹，生卒于1208年8月20日/27日）。她和她的母亲因分娩并发症而去世。

有资料称，菲利普和伊琳娜·玛丽亚·安格丽娜的联姻还产生了两个短命的儿子雷纳尔德和腓特烈，他们与母亲一起葬在洛尔希修道院。然而，没有同时期的消息来源可以毫无疑问地确定他们的存在。

## 遗产
在他关于1199年菲利普国王马格德堡圣诞节庆祝活动的诗中，吟游诗人瓦尔特·冯·德·福格尔魏德将陪同他的玛丽亚描述为“rose ane dorn, ein tube sunder gallen（中古德语意为“没有刺的玫瑰，没有利爪的鸽子”）”，称她赢得了众人的崇拜。
雷根斯堡的石桥有一座约1207年建成、现在已经严重风化的女性加冕坐像。
19世纪时，人们在挖掘教堂时发现一枚中世纪的珐琅戒指，并宣布是玛丽亚的结婚戒指。这枚“伊琳娜的戒指”多次被复制，是一枚很受欢迎的结婚戒指，后来在20世纪遗失。于1898年12月16日在修道院教堂的南侧教堂揭幕的伊琳娜纪念匾表达了这种浪漫的崇敬。玛丽亚多次被描绘为在她的丈夫菲利普旁边，例如在采尔城堡的魏森瑙尔修道院或19世纪在科布伦茨附近的施托爾岑費爾斯城堡的手稿，或在1198年歌颂这对夫妇的瓦尔特·冯·德·福格尔魏德的描述中。
在她逝世800周年之际，2008年洛尔希修道院的入口处竖起了一座斯陶芬家族石碑。
2011年，拜占庭的伊琳娜·玛丽亚王后记忆之友协会在格平根成立，从那时起，它每年都会颁发伊琳娜奖章作为旅行奖。其奖牌曾授予绘图员兼画家汉斯·克洛斯（2013年）和作家冈特·豪格（2015年）等。

## 资料
- O city of Byzantium: annals of Niketas Choniates tr. Harry J. Magoulias (Detroit: Wayne State University Press, 1984).
- Bruno W. Häuptli: IRENE (Angelou) von Byzanz, in: Biographisch-Bibliographisches Kirchenlexikon|Biographisch-Bibliographisches Kirchenlexikon (BBKL), vol. 28, Bautz, Nordhausen 2007, ISBN 978-3-88309-413-7, pp. 858–862.
- Alemparte, Jaime Ferreiro. . Martín, Antonio Pérez  (编). . Cometa S.A. 1986 （西班牙语）.
- Alio, Jacqueline. . Trinacria (New York). 2018.
- Baldwin, Philip B. . The Boydell Press. 2014.
- Ciggaar, Krijna Nelly. . Brill. 1996.
- Stürner, Wolfgang. . Wissenschaftliche Buchgesellschaft. 1992 （德语）.
- Weller, Tobias. . Vienna: Andrea Rzihacek, Renate Spreitzer: Philipp von Schwaben. Beiträge der internationalen Tagung anlässlich seines 800. Todestages, Wien, 29. bis 30. Mai 2008. 2010: 193–214 （德语）.
- Previte-Orton, C.W. . 1:The Later Roman Empire to the Twelfth Century. Cambridge University Press. 1977.
- Houben, Hubert. . 由Milburn, Diane; Loud, Graham A.翻译. Cambridge University Press. 2002.
- Bruno W. Häuptli. . Bautz, Traugott  (编).  28. Nordhausen: Bautz. 2007. cols. 858–862. ISBN 978-3-88309-413-7 （德语）.
- Maria Magdalena Rückert: Irene-Maria, Gemahlin Philipps von Schwaben, und ihre Kinder. In: Karl-Heinz Rueß (Hrsg.): Frauen der Staufer. Göppingen 2006, S. 74–89. online （页面存档备份，存于）.
- Gunter Haug: Die Rose ohne Dorn. Irene von Byzanz, die Königin des Hohenstaufen. Landhege-Verlag, 2011, ISBN 978-3-943066-00-5.
- Previte-Orton, C.W. . 1:The Later Roman Empire to the Twelfth Century. Cambridge University Press. 1977.
- Houben, Hubert. . 由Milburn, Diane; Loud, Graham A.翻译. Cambridge University Press. 2002.